# The Eternal Mother (film 1912)
The Eternal Mother è un cortometraggio muto del 1912 prodotto, sceneggiato e diretto da David W. Griffith.

## Trama
John e Mary si sposano dopo aver divorziato dai loro rispettivi coniugi. Poco dopo, però, Mary muore di parto e il bambino viene accolto da Martha, la prima moglie di John. La donna rifiuta di avere qualsiasi contatto con l'ex marito, ancora offesa per essere stata abbandonata per un'altra. Riuscirà a perdonarlo solo molti anni più tardi quando lui cade gravemente ammalato.

## Produzione
Il film fu prodotto dalla Biograph Company e venne girato il 19 luglio e l'11 agosto 1911 negli studi Biograph di Coytesville, nel New Jersey.

## Distribuzione
Distribuito dalla General Film Company, il film - un cortometraggio in una bobina - uscì nelle sale cinematografiche statunitensi l'11 gennaio 1912 con il titolo originale The Eternal Mother. In Venezuela, venne ribattezzato con il titolo La eterna madre.
Copia della pellicola viene conservata negli archivi delle collezioni del George Eastman Museum.